# Chynowa
Chynowa – wieś w Polsce położona w województwie wielkopolskim, w powiecie ostrowskim, w gminie Przygodzice, ok. 5 km od Mikstatu, ok. 14 km na południowy wschód od Ostrowa Wielkopolskiego.
W miejscowości odbywał się turniej pod nazwą „Zrywanie kaczora”.

## Historia
Miejscowość wymieniana w źródłach od 1430 roku, położona w Dolinie Baryczy i na Wzgórzach Ostrzeszowskich. Na początku XV wieku wieś była częściowo własnością królewską, a w drugiej części należała do Rafała Gołuchowskiego herbu Wieniawa. 
Po wymarciu rodu Gołuchowskich z początkiem XVI wieku, dobra rodu przejęli krewni Leszczyńscy.
W roku 1699 dobra przygodzkie wraz z Ostrowem przeszły w ręce Jana Jerzego Przebendowskiego herbu Kuna.
Na miejscowym cmentarzu znajduje się mogiła powstańca wielkopolskiego Antoniego Lepki (1898–1919).
W 1937 roku w Chynowej na miejscu drewnianej świątyni z 1651 roku, ukończono budowę murowanego kościoła pw. św. Wawrzyńca.

## Przynależność administracyjna
W latach 1954–1961 wieś należała i była siedzibą władz gromady Chynowa, po jej zniesieniu w gromadzie Strzyżew. 
| Chynowa   | Chynowa                   | Chynowa                   | Chynowa                   |
| Okres     | Jednostka administracyjna | Jednostka administracyjna | Jednostka administracyjna |
| --------- | ------------------------- | ------------------------- | ------------------------- |
| 1975–1998 | województwo kaliskie      | –                         | gmina Przygodzice         |
| 1999–     | województwo wielkopolskie | powiat ostrowski          | gmina Przygodzice         |

## Zabytki
- kościół pw. św. Wawrzyńca z lat 1936–1937; dwa boczne ołtarze z około 1720 roku z barokowymi mensami (przeniesione z poprzedniego kościoła)[7].